# Анастасий (Щепетильников)
Архимандрит Анастасий (Щепетильников; 1755 — 1824, Николо-Бабаевский монастырь, Костромская губерния) — архимандрит Русской православной церкви, настоятель Бабаевского монастыря.

## Биография
Был насельником Саровской пустыни. Когда митрополит Новгородский и Санкт-Петербургский Гавриил попросил в начале 1786 строителя Саровской пустыни иеромонаха Пахомия найти среди братии вверенного ему монастыря иеромонаха, а с ним ещё одного или двух монахов, способных ввести в Югской пустыни общежительный устав, чего требовали власти в ходе проводившейся во времена Екатерины II реформы, строитель Пахомий определил на это послушание иеромонаха Анастасия, иеродиакона Гедеона и рясофорного монаха Дамаскина.
22 декабря 1786 года иеромонах Анастасий был назначен строителем Югской Дорофеевой пустыни. Иеромонах Анастасий, придя на Югу, произвел решительные действия. Часть братии, оказавшаяся неспособной к общежитию, была уволена из монастыря. Уже к концу следующего 1787 года строитель Анастасий доложил в Ростов, что реформа монастырских порядков окончена, и пустынь Югская, по жизни братии и отправляемым богослужениям, стала совершенным подобием своему первообразу — Саровской пустыни. С подъёмом благочестия в Югской обители возросло и число богомольцев, желавших получить духовное утешение и насладиться красотою совершаемого полным чином богослужения. Соборный Троийкий храм оказался теперь тесным, поэтому строитель Анастасий решил его перестроить по образу соборного храма Саровской пустыни, который, в свою очередь, имел первообразом Влахернскую церковь в Константинополе. Строительные работы начались в 1793 году. В этом же году при обители была учреждена епархиальная больница.
Выдающиеся организаторские способности строителя Анастасия не остались незамеченными. 11 июня 1795 года его переводят настоятелем Толгского монастыря с возведением в сан архимандрита для устроения там общежительного устава.
29 июня 1797 переведен в Нило-Столобенскую пустынь с той же целью.
28 октября 1798 года переведён настоятелем в Старицкий монастырь. При нём к тёплой церкви была пристроена каменная паперть с северной стороны. Монастырю были отведены: пустошь Рожаево и Станикова площадью 11 десятин, мельница на реке Шоше в Старицком уезде под деревней Сидорково и рыбная ловля при селе Никольском в озере Денежное.
28 сентября 1806 года «по преклонности лет» уволен от управления монастырём и перемещён в Югскую пустынь.
В 1810 году назначен настоятелем Бабаевского монастыря и сделал его одним из первых в Костромской епархии как по количеству и образу жизни братии, так и по благоустройству своих храмов и прочих зданий. В Бабаевском монастыре он установил благоговейное совершение церковных богослужений, стройное столповое пение и неторопливое внятное чтение в церкви.
Под его руководством в Бабаевском монастыре велось активное каменное строительство: в 1809—1814 годы над святыми вратами была построена одноглавая Успенская церковь; в 1813—1816 годы был увеличен корпус настоятельских и братских келий, по концам которого возвели две трехэтажные башни; в 1819—1821 годы выстроена одноглавая бесстолпная церковь святителя Иоанна Златоуста; в 1817—1823 годы возведён пятиглавый четырёхстолпный Никольский храм.
В 1820-х годы численность братии достигла 70 человек. В 1830 годы в монастыре поселился вышедший на покой Костромской епископ Самуил (Запольский-Платонов), впоследствии погребённый в монастырской церкви святителя Иоанна Златоуста. К некоторым работам, как например уборке хлеба и сена в летнее время, он привлекал всю братию, не исключая и старших.
Скончался в конце 1824 года в Бабаевском монастыре 69 лет от роду и был погребен с южной стороны Никольской церкви напротив правого клироса.